# Neklasični eikozanoid
Neklasični eikozanoidi su biološki aktivni signalni molekuli formirani oksigenacijom masnih kiselina dugih dvadeset ugljenika koje nisu klasični eikozanoidi.

## Terminologija
Eikozanoid je kolektivni naziv za oksigenisane derivate tri različite esencijalne masne kiseline: eikozapentaenoinska kiselina (EPA), arahidonska kiselina (AA) i dihomo-gama-linolna kiselina (DGLA).
Sadašnja upotreba ograničava termini na leukotriene (LT) i tri tipa prostanoida–prostaglandina (PG) prostaciklina (PGI), i tromboksana (TX). Međutim, nekoliko drugih klasa se tehnički može smatrati eikozanoidima, uključujući hepoksiline, resolvine, isofurans, izoprostane, lipoksine, epilipoksine, epoksieikozatrienoinske kiseline (EET) i endokanabinoide. Leukotrieni i prostanoidi se ponekad nazivaju klasičnim eikozanoidima 
u kontrastu sa novim, neklasičnim eikozanoidima.